# سام شو (مصور)
سام شو (بالإنجليزية: Sam Shaw)‏ (و. 1912 – 1999 م) هو مصور أمريكي، ولد في نيويورك، توفي عن عمر يناهز 87 عاماً.

## وصلات خارجية
- سام شو على موقع IMDb (الإنجليزية)
- سام شو على موقع ديسكوغز (الإنجليزية)
- سام شو على موقع قاعدة بيانات الفيلم (الإنجليزية)

- سام شو في قاعدة بيانات الأفلام على الإنترنت